# 贾斯廷·克里普斯
贾斯廷·克里普斯（英語：Justin Kripps，1987年1月6日—），加拿大男子雪车运动员。他曾代表加拿大参加2010年、2014年和2018年和2022年冬季奥林匹克运动会雪车比赛，获得一枚金牌和一枚铜牌。